# 屈腱炎
屈腱炎（くっけんえん）は、競走馬の脚部で発生する病気のひとつである。

## 解説
屈腱炎は、腕節と指骨（後肢の場合は飛節と趾骨）をつなぐ腱である屈腱（大きく外側の浅屈腱（せんくっけん）と内側の深屈腱（しんくっけん）の2つからなる）の腱繊維が一部断裂し、患部に発熱、腫脹を起こしている状態のことで、前肢に起こる場合が多く、また深屈腱より浅屈腱に発症例が多い。
詳しい原因はまだ不明であるが、継続的・反復的な運動負荷によって起こると推定されている。また、ダービー馬ヒカルイマイなどの様に削蹄のミスから屈腱炎を発症するケースも見られる。これを発症すると治癒するまで数か月から数年間を要する。患部の強度が元に戻る例はまれであり、さらにトレーニングや競走への出走を再開した場合に再発する可能性も高く、競走能力にも悪影響を及ぼす。
こうした事情から「不治の病」ないしは「競走馬のガン」とも称される。ただし直接的に生命に影響することはないが、屈腱断裂及び不全断裂と診断された場合は競走能力喪失となり程度によっては予後不良と診断され安楽死の措置が取られることは稀にある。また、屈腱炎を発症して腫れあがった脚部の外観が海老によく似ていることから、エビハラ、エビバラ、または単にエビとも呼ばれる。引退の原因となることも多い。

## 屈腱炎の発症により引退に至った競走馬の例
- ナリタタイシン
- ウイニングチケット
- ビワハヤヒデ
- ナリタブライアン
- フジキセキ
- マヤノトップガン
- ダンスインザダーク
- エアジハード
- アグネスタキオン
- クロフネ
- マンハッタンカフェ
- タニノギムレット
- ネオユニヴァース
- キングカメハメハ
- アドマイヤジュピタ
- ダイワスカーレット
- ディープスカイ
- アパパネ
- ヒルノダムール
- ディープブリランテ
- キズナ
- トーホウジャッカル
- シンハライト
- リオンディーズ
- モズカッチャン
- ロジャーバローズ
- シルバーステート
- デゼル
- ユーバーレーベン
- マスクトディーヴァ
- ステラヴェローチェ
- ジャスティンミラノ
- ジャックドール

## 治療法
症状が重度の場合には触診でも判別することができるが、軽度の場合は超音波検査によって診断する。屈腱炎と認められた場合、患部を冷却して炎症を抑え、症状が進行している場合には抗炎症剤の投与を行う。また、鬱血や漿液を排出するために穿刺手術を行う例もある。
2000年代以降は、患部以外から採取した幹細胞を培養し、患部に注入して再生を促す「幹細胞移植」という治療法の研究と技術開発が進み、成果を上げつつある。ただし、幹細胞移植による治療法を用いても復帰するまでに年単位の長い時間を必要とすることや、その間の飼葉代ほかの飼育費に多くの金額がかかることは変わらないため（幹細胞移植自体の費用は25万円前後とされるが、復帰までの長期間の飼育費が数百万円以上はかかってしまう）、実際に施術が行われるのは大レースでの好走実績を持つなど、復帰後にもかなり高い期待が持てる馬にほぼ限られている。
医療技術が未熟な時代には、患部に焼きごてなどを当てる焼烙療法が行われたが、技術向上と共にレーザー治療、超音波治療に切り替わっている。また、かつては症状が慢性化した場合に強力な発泡剤を塗布し、対抗的に炎症を起こすブリスター療法も見られたが、効果が疑問視されて以降は行われなくなった。